# ابرغول سرخ
ابرغول‌های سرخ (RSG) (به انگلیسی: Red supergiants) پرحجم‌ترین ستارگان کیهان هستند ولی از نظر درخشندگی و اندازه بزرگ‌ترین نیستند؛ از معروف‌ترین آن‌ها می‌توان ابط‌الجوزا و قلب عقرب را نام برد. این گونه از ستارگان از رده‌بندی طیفی M و K می‌باشند.  